# Artur Zasada

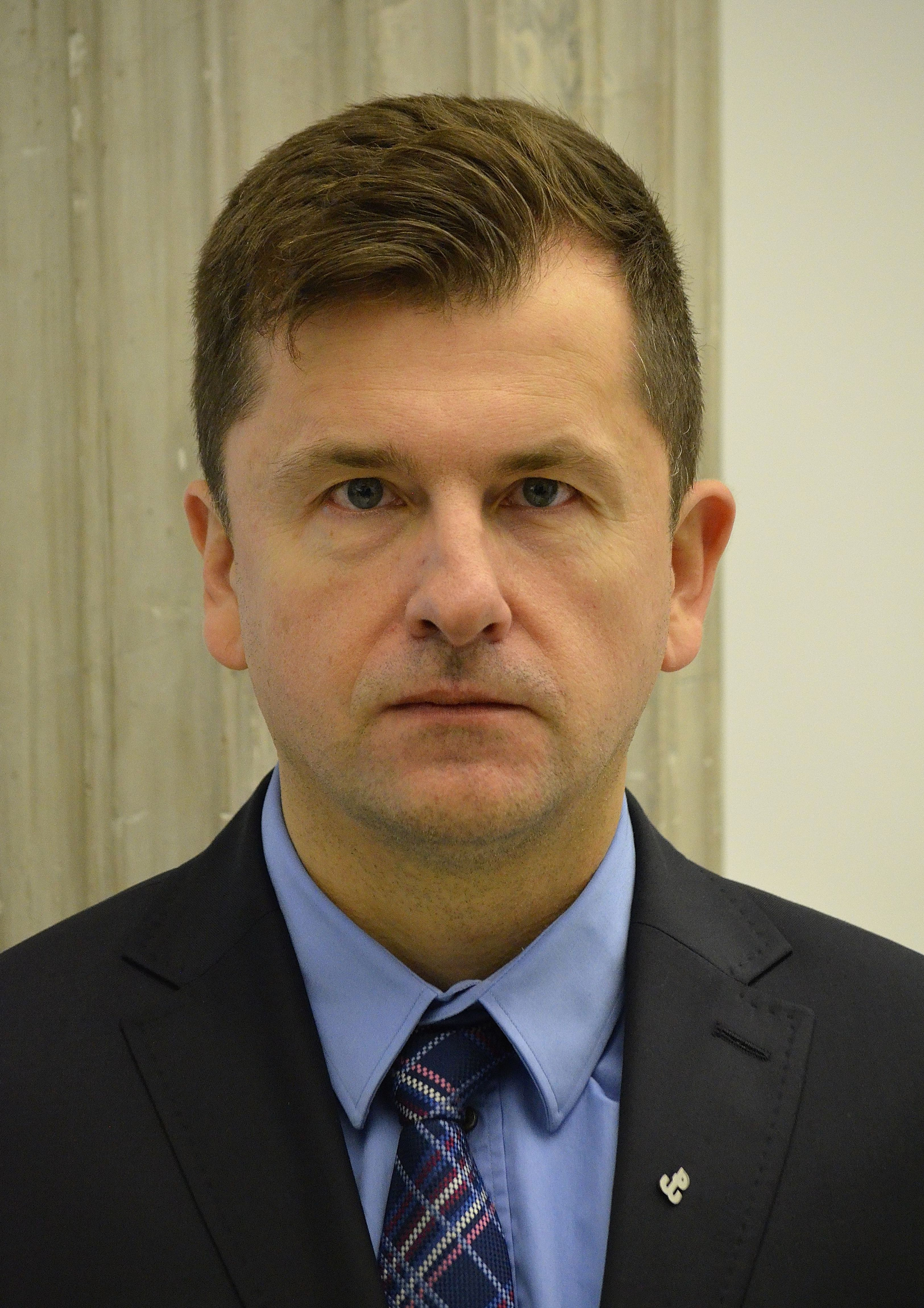
Artur Zasada (2015)

Artur Jarosław Zasada (* 5. Juni 1969 in Zielona Góra) ist ein polnischer Politiker der Porozumienie, Mitglied des Europäischen Parlaments in der 7. Wahlperiode (2009–2014) und Abgeordneter des Sejm der Republik Polen in der VIII. Wahlperiode (2015–2019).

## Leben und Wirken

### Ausbildung und beruflicher Werdegang
Artur Zasada studierte Rechtswissenschaften und schloss sein Studium im Jahr 2000 an der Fakultät für Recht und Verwaltung der Universität Breslau ab. Von 2006 bis 2009 arbeitete er als Manager für internationale Verträge in einem Transportunternehmen, bevor er 2009 zum Direktor der Niederlassung in Zielona Góra des Wett- und Glücksspielanbieter Totalizator Sportowy berufen wurde.

### Politische Laufbahn
Zasada war von 1993 bis 2001 Mitglied der Zjednoczenie Chrześcijańsko-Narodowe (ZChN), anschließend bei der Przymierze Prawicy (PP) und schloss sich zusammen mit seiner Partei 2002 der Prawo i Sprawiedliwość (PiS) an. Zum Jahreswechsel 2003/2004 trat er aus der PiS aus und schloss sich der Platforma Obywatelska (PO) an. Für diese bewarb er sich bei den Selbstverwaltungswahlen in Polen 2006 erfolgreich für ein Mandat im Stadtrat von Zielona Góra.
Bei der Europawahl 2009 trat er als Kandidat der Platforma Obywatelska im Wahlkreis Nr. 13 an. Die Partei konnte sich im Wahlkreis zwei von vier Sitzen im EU-Parlament sichern. Zasada, der auf Listenplatz 2 angetreten war, erreichte mit 25.875 (5,85 %) der abgegebenen gültigen Stimmen hinter Sławomir Nitras (Listenplatz 1, 107.413 Stimmen, 24,27 %) nur knapp das Mandat; zu Magdalena Kochan (25.605, 12,61 %) auf Listenplatz 3 fehlten nicht einmal 300 Stimmen. Während der 7. Wahlperiode des Europäischen Parlaments gehörte er der Fraktion der Europäischen Volkspartei (Christdemokraten) (EVP) an und war Mitglied im Ausschuss für Verkehr und Fremdenverkehr (TRAN), der Delegation für die Beziehungen zum Irak (D-IQ) und der Delegation für die Beziehungen zu Japan (D-JP).
Im Jahr 2011 gehörte Zasada zusammen mit der polnischen Abgeordneten Lidia Joanna Geringer de Oedenberg (SLD, S&D), dem spanischen Abgeordneten Willy Meyer Pleite (IU, GUE/NGL), der schwedischen Abgeordneten Cecilia Wikström (FP, ALDE) und dem griechischen Abgeordneten Michail Tremopoulos (Ikologi Prasini, Grüne/EFA) zu den Initiatoren der schriftlichen Erklärung zur Rückgabe des Sperrgebiets von Famagusta an die rechtmäßigen Einwohner (Deklaration 0042/2011) die bis Februar 2012 von 390 Mitgliedern des Europäischen Parlaments unterschrieben und somit angenommen wurde. Zusammen mit Jarosław Wałęsa wurde Zasada 2012 vom zyprischen Exil-Bürgermeister Alexis Galanos die Ehrenbürgerschaft von Famagusta verliehen.
Im August 2013 gab Zasada bekannt, dass er in Solidarität zu den Sejm-Abgeordneten Jarosław Gowin und Jacek Żalek seine Mitgliedschaft in der Platforma Obywatelska für drei Monate ruhen lassen will. Im November 2013 trat Zasada aus der PO aus, beteiligte sich an „Godzina dla Polski“-Bewegung von Gowin und trat im Januar 2014 der Polska Razem Jarosława Gowina bei. Anfang Januar 2014 wechselte er im Europäischen Parlament zur Fraktion Europäische Konservative und Reformisten. Für die Polska Razem Jarosława Gowina trat er bei der Europawahl 2014 im Wahlkreis Nr. 12 an, verpasste aber die Wiederwahl mit 7.386 (1,12 %) der gültigen abgegebenen Stimmen deutlich.
Bei der Parlamentswahl 2015 kandidierte Zasada für die Polska Razem im Wahlkreis Nr. 8 auf der Liste des Wahlkomitees der Prawo i Sprawiedliwość auf Listenplatz 4 und erreichte mit 5.821 (1,68 %) der gültigen abgegebenen Stimmen ein Mandat für die VIII. Wahlperiode des Sejm der Republik Polen. Dort saß er für seine Fraktion Prawo i Sprawiedliwość im Ausschuss für Infrastruktur und im staatlichen Kontrollausschuss. Weiterhin ist er Mitglied im Sonderausschuss für die Prüfung von Wahlrechtsvorschlägen und im Sonderausschuss für die Änderungen von Kodifikationen.
Nach der Umwandlung der Polska Razem zur Porozumienie ist er Mitglied dieser Partei. Bei der Parlamentswahl 2019 kandidierte er nicht erneut und zog sich aus der Politik zurück. 2021 wurde er Präsident des Arbeitgeberverbandes „Business & Science Poland“.